# Eastchester Bay
Eastchester Bay est un bras de mer situé entre City Island et la partie continentale du Bronx à New York.

## Description

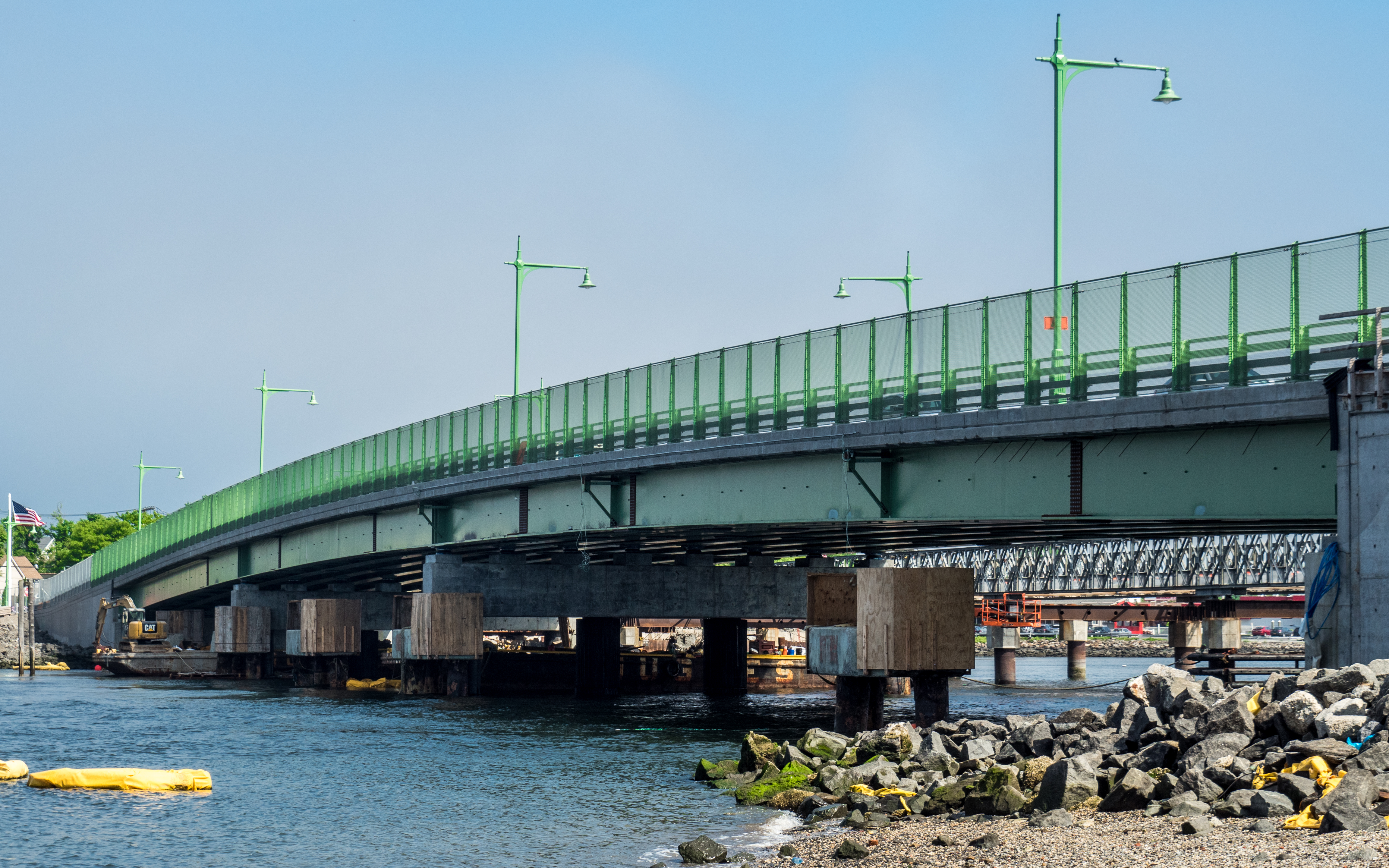
New City Island Causeway Bridge sur Eastchester Bay

Contrairement à ce que pourrait laisser croire son nom, il ne s'agit pas d'une baie mais d'un détroit. Son extrémité nord se connecte via un canal étroit à Pelham Bay. La rivière Hutchinson s'y jette. La partie inférieure s'ouvre sur le détroit d'East River, Little Neck Bay et Long Island Sound.
Eastchester Bay est désignée « Essential Fish Habitat » par le National Marine Fisheries Service.
De nombreux clubs nautiques et marinas bordent le bras de mer des deux côtés, ce qui entraîne un trafic de plaisance élevé. Le trafic est particulièrement dense les week-ends et les mercredis soirs d'été, lorsque les différents clubs organisent des courses de voiliers. Il y a aussi un volume élevé de trafic commercial. Eastchester Bay s'ouvre sur le principal chenal de navigation vers New York depuis Long Island Sound, utilisé par les grands navires commerciaux, les ferries à grande vitesse, les bateaux de pêche, les barges remorquées et toutes sortes de navires dont la capacité de manœuvre est limitée. Le trafic des barges le long d'Easchester Bay, à l'intérieur et à l'extérieur de la rivière Hutchinson, est concentré sur quelques heures par jour, car il est limité aux heures de marée haute. Des hydravions visitent aussi parfois Easchester Bay.